# Puppenbrunnen

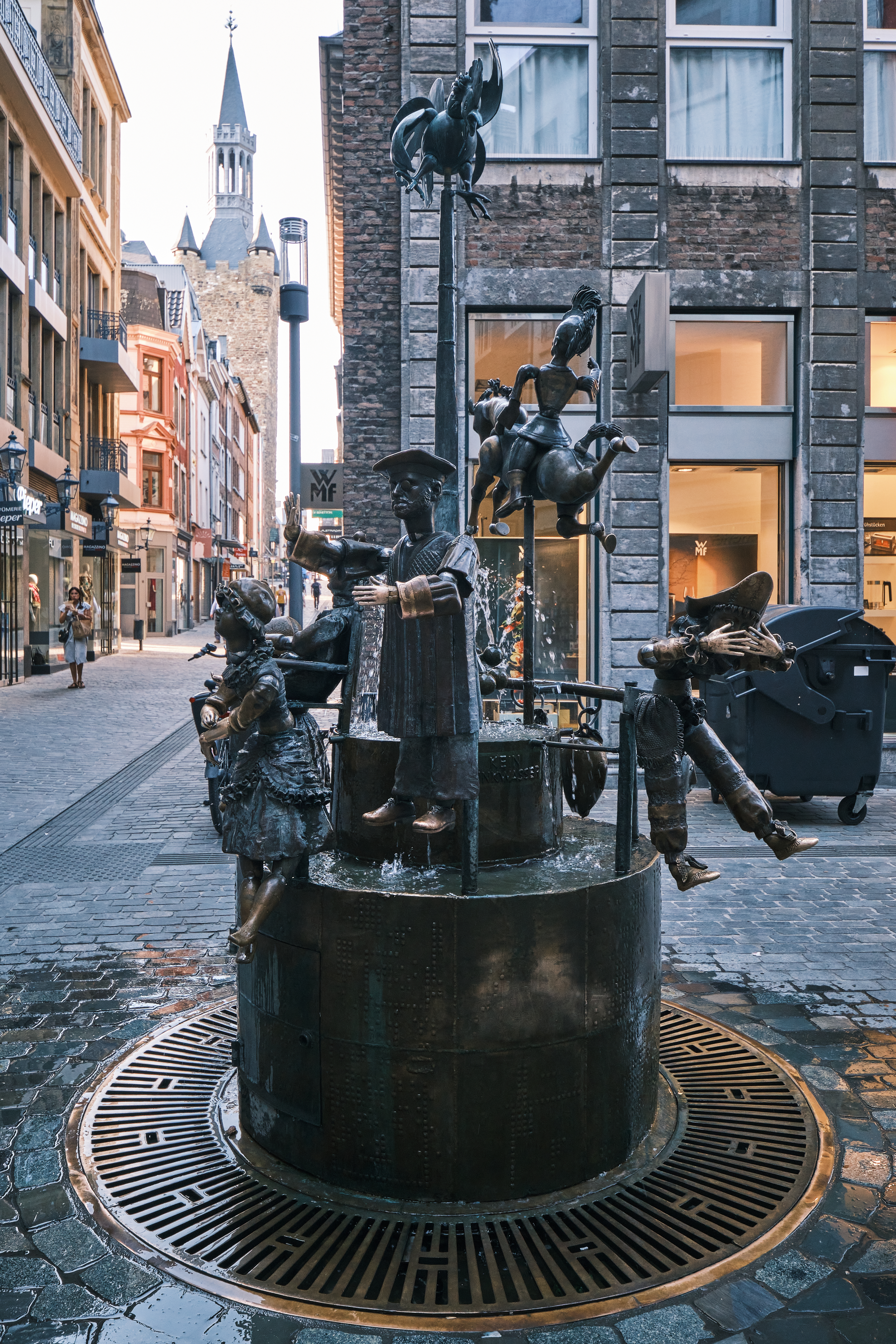
Puppenbrunnen in der Krämerstr.

Der Puppenbrunnen steht in Aachen, Nordrhein-Westfalen, an der Krämerstraße, der Verbindung zwischen Dom und Rathaus. Er wurde von der Aachener Bank gestiftet und 1975 vom Aachener Bildhauer Bonifatius Stirnberg geschaffen.

## Beschreibung
Der kreisförmig angelegte Brunnen aus Bronze stellt verschiedene Merkmale durch Figuren und Masken dar, welche für Aachen in Teilen charakteristisch oder von geschichtlicher Relevanz wären. Hierbei liegt die Beweglichkeit der jeweiligen Elemente der Figuren im Vordergrund, welche den Betrachter zur stetigen Umgestaltung bewegen. Dieses Merkmal wird vom Künstler auch in anderen seiner Werke genutzt, wie auch am Kurgastbrunnen in Bad Soden oder der Fabelskulptur "Märchenfiguren" an der Kirche St. Gregorius in Aachen-Burtscheid.
Über den Figuren thront der Hahn, der an die französische Besatzung erinnern soll.
| Objekt              | Darstellung                                | Bilder |
| ------------------- | ------------------------------------------ | --- |
| Hahn                | Französische Besatzungszeit                | |
| Pferd und Reiter    | Reitturnier und Zeit der Preußenherrschaft | |
| Marktfrau           | Handel und Lousbergsage                    | |
| Prälat mit Birett   | Kirche                                     | |
| Modepüppchen        | Textilindustrie                            | |
| Professor/Gelehrter | Lehre                                      | |
| Harlekin            | Karneval / Kultur                          | |
| Karnevalsmasken     | Karneval                                   | - Gesicht eines Mannes ohne Augen und nordischem Helm - Darstellung der Sonne mit Gesicht - Verzerrte, platte Fratze - Gesicht mit langer Nase, Ohrlöchern und Augenringen |